# 卡萨斯科
卡萨斯科（義大利語：Casasco），是意大利亚历山德里亚省的一个市镇。总面积9.03平方公里，人口137人，人口密度15.2人/平方公里（2009年）。ISTAT代码为006041。